# Онджохети
Онджохети (груз. ონჯოხეთი) — село в Грузии, на территории Ванского муниципалитета края (мхаре) Имеретия.

## География
Село находится в западной части Грузии, на расстоянии приблизительно 4 километров (по прямой) к югу от города Вани, административного центра муниципалитета. Абсолютная высота — 414 метров над уровнем моря.

## Население
По результатам официальной переписи населения 2014 года, в Онджохети проживало 90 человек (54 мужчины и 55 женщин). В национальной структуре населения грузины составляли 100 %.
| Год  | Население, человек |
| ---- | ------------------ |
| 2002 | 213                |
| 2014 | ↘ 90               |